# Egyházashetye
Egyházashetye is een plaats (község) en gemeente in het Hongaarse comitaat Vas. Egyházashetye telt 425 inwoners (2001).